# Bassaniodes bufo
Bassaniodes bufo is een spinnensoort uit de familie van de krabspinnen (Thomisidae).
De wetenschappelijke naam van de soort werd in 1820 als Thomisus bufo gepubliceerd door Jean-Marie Léon Dufour.